# Coccinia microphylla
Coccinia microphylla är en gurkväxtart som beskrevs av Ernest Friedrich Gilg. Coccinia microphylla ingår i släktet Coccinia, och familjen gurkväxter. Inga underarter finns listade i Catalogue of Life.